# Dullatur
Dullatur är en ort i Storbritannien.   Den ligger i kommunen North Lanarkshire och riksdelen Skottland, i den centrala delen av landet, 600 km nordväst om huvudstaden London. Dullatur ligger 112 meter över havet och antalet invånare är 161.
Terrängen runt Dullatur är platt åt sydost, men åt nordväst är den kuperad. Runt Dullatur är det tätbefolkat, med 369 invånare per kvadratkilometer. Närmaste större samhälle är Glasgow, 19,1 km sydväst om Dullatur. Trakten runt Dullatur består i huvudsak av gräsmarker.